# Mischocyttarus narinensis
Mischocyttarus narinensis är en getingart som beskrevs av Cooper 1998. Mischocyttarus narinensis ingår i släktet Mischocyttarus och familjen getingar. Inga underarter finns listade i Catalogue of Life.